# Società Sportiva Calcio Napoli 1974-1975
Questa voce raccoglie le informazioni riguardanti la Società Sportiva Calcio Napoli nelle competizioni ufficiali della stagione 1974-1975.

## Stagione
Nella stagione 1974-1975 il Napoli si piazza al posto d'onore con 41 punti alle spalle della Juventus che vince il campionato con 43 punti, bianconeri al 16º scudetto, terza la Roma con 39 punti. Retrocedono il L.R. Vicenza, la Ternana ed il Varese.
Sempre condotto da Luís Vinício in questa stagione il Napoli, senza un difficile inizio di torneo, con tanti pareggi, avrebbe potuto contendere il titolo alla Juventus, sono solo due punti che dividono le due squadre al termine della contesa. Per i partenopei in campionato molto bene gli attaccanti Sergio Clerici autore di 14 reti e Giorgio Braglia con 12 centri, gli azzurri con 50 reti segnate risultano i migliori del campionato. Nel computo totale stagionale entrambi realizzano 16 reti, al festival del goal partecipa anche Giuseppe Massa con 12 reti. In Coppa Italia il Napoli vince il gruppo 2 di qualificazione, poi disputa il girone A di finale con poca fortuna. Nella Coppa UEFA supera nel primo turno gli ungheresi del Videoton, nei sedicesimi supera i portoghesi del Porto, negli ottavi trova il disco rosso e cede il passo ai cecoslovacchi del Banik Ostrava, complice una sconfitta interna (0-2) a fine novembre.

## Divise
Le divise, composte da maglia azzurra, calzettoni bianchi e calzettoni azzurri, rimangono invariate.
| Casa | Trasferta | Portiere |

## Organigramma societario
- Presidente: Corrado Ferlaino
- Allenatore: Luís Vinício

## Rosa
| N. |                   | Ruolo | Calciatore           |
| -- | ----------------- | ----- | -------------------- |
|    | Italia (bandiera) | P     | Pietro Carmignani    |
|    | Italia (bandiera) | P     | Nevio Favaro         |
|    | Italia (bandiera) | P     | Pasquale Fiore       |
|    | Italia (bandiera) | D     | Giuseppe Bruscolotti |
|    | Italia (bandiera) | D     | Tarcisio Burgnich    |
|    | Italia (bandiera) | D     | Antonio La Palma     |
|    | Italia (bandiera) | D     | Spartaco Landini     |
|    | Italia (bandiera) | D     | Luigi Pogliana       |
|    | Italia (bandiera) | D     | Luigi Punziano       |
|    | Italia (bandiera) | D     | Giovanni Vavassori   |
|    | Italia (bandiera) | C     | Antonio Albano       |

| N. |                    | Ruolo | Calciatore                 |
| -- | ------------------ | ----- | -------------------------- |
|    | Italia (bandiera)  | C     | Salvatore Esposito         |
|    | Italia (bandiera)  | C     | Antonio Juliano (capitano) |
|    | Italia (bandiera)  | C     | Riccardo Mascheroni        |
|    | Italia (bandiera)  | C     | Andrea Orlandini           |
|    | Italia (bandiera)  | C     | Rosario Rampanti           |
|    | Italia (bandiera)  | C     | Ezio Vendrame              |
|    | Italia (bandiera)  | A     | Giorgio Braglia            |
|    | Brasile (bandiera) | A     | Faustino Jarbas Canè       |
|    | Brasile (bandiera) | A     | Sergio Clerici             |
|    | Italia (bandiera)  | A     | Giovanni Ferradini         |
|    | Italia (bandiera)  | A     | Giuseppe Massa             |

## Calciomercato
| Acquisti | Acquisti         | Acquisti          | Acquisti   |
| R.       | Nome             | da                | Modalità   |
| -------- | ---------------- | ----------------- | ---------- |
| P        | Nevio Favaro     | Fiorentina        | definitivo |
| D        | Antonio La Palma | Brindisi          | definitivo |
| C        | Rosario Rampanti | Torino            | definitivo |
| C        | Ezio Vendrame    | Lanerossi Vicenza | definitivo |
| A        | Giuseppe Massa   | Inter             | definitivo |

| Cessioni | Cessioni            | Cessioni  | Cessioni   |
| R.       | Nome                | a         | Modalità   |
| -------- | ------------------- | --------- | ---------- |
| P        | Mario Da Pozzo      | Verona    | definitivo |
| D        | Carlo Ripari        | Avellino  | definitivo |
| D        | Mario Zurlini       | -         | Svincolato |
| C        | Vincenzo Montefusco | Taranto   | prestito   |
| A        | Rocco Fotia         | Sampdoria | definitivo |
| A        | Gaetano Troja       | Bari      | definitivo |

## Risultati

### Serie A

#### Girone di andata
| Arbitro: | Barbaresco (Cormons) |

|                      |           |               |
| Braglia 5’, 68’, 89’ | Marcatori | 80’ Campanini |

| Roma 13 ottobre 1974 2ª giornata | Roma                | 0 – 0 | Napoli | Stadio Olimpico\| Arbitro: \| Panzino (Catanzaro) \| |
| Arbitro:                         | Panzino (Catanzaro) |       |        |                                                      |

| Arbitro: | Gussoni (Tradate) |

|                               |           |  |
| Massa 16’ Ferrante 30’ (aut.) | Marcatori |  |

| Arbitro: | R. Lattanzi (Roma) |

|             |           |              |
| Maraschi 5’ | Marcatori | 74’ Rampanti |

| Arbitro: | Picasso (Chiavari) |

|                     |           |                    |
| Burgnich 22’ (aut.) | Marcatori | 68’ (rig.) Clerici |

| Arbitro: | Michelotti (Parma) |

|              |           |                  |
| La Palma 21’ | Marcatori | 77’ Garlaschelli |

| Cesena 24 novembre 1974 7ª giornata | Cesena          | 0 – 0 | Napoli | Stadio La Fiorita\| Arbitro: \| Serafino (Roma) \| |
| Arbitro:                            | Serafino (Roma) |       |        |                                                    |

| Arbitro: | Casarin (Milano) |

|                                                    |           |  |
| Braglia 5’, 17’ Juliano 6’ Clerici 47’ (rig.), 75’ | Marcatori |  |

| Milano 8 dicembre 1974 9ª giornata | Milan                | 0 – 0 | Napoli | Stadio San Siro\| Arbitro: \| Barbaresco (Cormons) \| |
| Arbitro:                           | Barbaresco (Cormons) |       |        |                                                       |

| Arbitro: | Agnolin (Bassano del Grappa) |

|                  |           |                                                                       |
| Clerici 62’, 73’ | Marcatori | 27’ Altafini 37’ (rig.), 41’ Damiani 51’ Bettega 70’ Causio 84’ Viola |

| Terni 22 dicembre 1974 11ª giornata | Ternana           | 0 – 0 | Napoli | Stadio Libero Liberati\| Arbitro: \| Gussoni (Tradate) \| |
| Arbitro:                            | Gussoni (Tradate) |       |        |                                                           |

| Milano 5 gennaio 1975 12ª giornata | Inter           | 0 – 0 | Napoli | Stadio San Siro\| Arbitro: \| Serafino (Roma) \| |
| Arbitro:                           | Serafino (Roma) |       |        |                                                  |

| Arbitro: | Gialluisi (Barletta) |

|           |           |  |
| Massa 63’ | Marcatori |  |

| Arbitro: | Ciacci (Firenze) |

|                       |           |  |
| G. Savoldi 65’ (rig.) | Marcatori |  |

| Arbitro: | Lenardon (Siena) |

|                                     |           |  |
| Esposito 2’ Braglia 44’ Clerici 77’ | Marcatori |  |

#### Girone di ritorno
| Arbitro: | Picasso (Chiavari) |

|           |           |           |
| Silva 11’ | Marcatori | 62’ Massa |

| Arbitro: | Menicucci (Firenze) |

|                          |           |  |
| Rampanti 12’ Braglia 69’ | Marcatori |  |

| Arbitro: | Lazzaroni (Milano) |

|                        |           |                       |
| Vitali 21’ Sormani 44’ | Marcatori | 38’ Juliano 60’ Massa |

| Arbitro: | Trinchieri (Reggio Emilia) |

|                           |           |  |
| Massa 15’ Bruscolotti 37’ | Marcatori |  |

| Arbitro: | Casarin (Milano) |

|             |           |  |
| Clerici 35’ | Marcatori |  |

| Arbitro: | Levrero (Genova) |

|                      |           |             |
| Chinaglia 85’ (rig.) | Marcatori | 53’ Braglia |

| Arbitro: | Mascali (Desenzano del Garda) |

|                                               |           |  |
| Clerici 3’, 22’ Bruscolotti 36’ Orlandini 87’ | Marcatori |  |

| Arbitro: | Gialluisi (Barletta) |

|             |           |                   |
| Bianchi 63’ | Marcatori | 52’ (aut.) Mancin |

| Arbitro: | Serafino (Roma) |

|                                      |           |  |
| Clerici 71’ (rig.) Turone 77’ (aut.) | Marcatori |  |

| Arbitro: | Michelotti (Parma) |

|                         |           |             |
| Causio 19’ Altafini 88’ | Marcatori | 59’ Juliano |

| Arbitro: | R. Lattanzi (Roma) |

|                                                                      |           |               |
| La Palma 4’ Massa 17’, 73’ Esposito 25’ Clerici 40’ Braglia 46’, 87’ | Marcatori | 75’ F. Donati |

| Arbitro: | Panzino (Catanzaro) |

|                              |           |                               |
| Clerici 18’, 57’ Braglia 67’ | Marcatori | 63’ G. Mariani 74’ Boninsegna |

| Arbitro: | Picasso (Chiavari) |

|               |           |             |
| P. Pulici 49’ | Marcatori | 64’ Braglia |

| Arbitro: | Casarin (Milano) |

|             |           |  |
| Clerici 12’ | Marcatori |  |

| Arbitro: | R. Lattanzi (Roma) |

|  |           |                |
|  | Marcatori | 34’, 70’ Massa |

### Coppa Italia

#### Girone 2
| Arbitro: | Agnolin (Bassano del Grappa) |

|                                    |           |  |
| Pogliana 63’ Braglia 75’ Massa 80’ | Marcatori |  |

| Arbitro: | Picasso (Chiavari) |

|                      |           |                                 |
| N. Favaro 16’ (aut.) | Marcatori | 27’ (rig.) Esposito 85’ Braglia |

| Arbitro: | Gonella (Torino) |

|               |           |                    |
| Pelliccia 19’ | Marcatori | 39’, 41’ Orlandini |

| 15 settembre 1974 4ª giornata |  | – Turno di riposo NAPOLI |  |  |

| Arbitro: | Baldoni (Ancona) |

|                    |           |  |
| Clerici 24’ (rig.) | Marcatori |  |

#### Girone finale A
| Arbitro: | Serafino (Roma) |

|              |           |  |
| Burgnich 47’ | Marcatori |  |

| Roma 29 maggio 1975 2ª giornata | Roma              | 0 – 0 | Napoli | Stadio Olimpico\| Arbitro: \| Gussoni (Tradate) \| |
| Arbitro:                        | Gussoni (Tradate) |       |        |                                                    |

| Arbitro: | Casarin (Milano) |

|                       |           |           |
| Quadri 7’ C. Sala 40’ | Marcatori | 18’ Massa |

| Arbitro: | R. Lattanzi (Roma) |

|                                          |           |             |
| Casarsa 40’ (rig.) Caso 69’ Desolati 81’ | Marcatori | 51’ Braglia |

| Arbitro: | Vannucchi (Bologna) |

|  |           |                |
|  | Marcatori | 28’, 78’ Prati |

| Arbitro: | Reggiani (Bologna) |

|               |           |  |
| Ferradini 60’ | Marcatori |  |

### Coppa UEFA
| Arbitro: | Bonett |

|                        |           |  |
| Massa 46’ Pogliana 72’ | Marcatori |  |

| Arbitro: | Frickel |

|           |           |             |
| Wollek 9’ | Marcatori | 18’ Braglia |

| Arbitro: | Martínez |

|               |           |  |
| Orlandini 51’ | Marcatori |  |

| Arbitro: | Schaut |

|  |           |             |
|  | Marcatori | 77’ Clerici |

| Arbitro: | Limona |

|  |           |                          |
|  | Marcatori | 81’ Albrecht 83’ Kolecko |

| Arbitro: | Dubach |

|           |           |               |
| Slany 81’ | Marcatori | 40’ Ferradini |

## Statistiche

### Statistiche di squadra
| Competizione | Punti | In casa | In casa | In casa | In casa | In casa | In casa | In trasferta | In trasferta | In trasferta | In trasferta | In trasferta | In trasferta | Totale | Totale | Totale | Totale | Totale | Totale | DR  |
| Competizione | Punti | G       | V       | N       | P       | Gf      | Gs      | G            | V            | N            | P            | Gf           | Gs           | G      | V      | N      | P      | Gf     | Gs     | DR  |
| ------------ | ----- | ------- | ------- | ------- | ------- | ------- | ------- | ------------ | ------------ | ------------ | ------------ | ------------ | ------------ | ------ | ------ | ------ | ------ | ------ | ------ | --- |
| Serie A      | 41    | 15      | 13      | 1       | 1       | 39      | 11      | 15           | 1            | 12           | 2            | 11           | 11           | 30     | 14     | 13     | 3      | 50     | 22     | +28 |
| Coppa Italia | -     | 5       | 4       | 0       | 1       | 6       | 2       | 5            | 2            | 1            | 2            | 6            | 7            | 10     | 6      | 1      | 3      | 12     | 9      | +3  |
| Coppa UEFA   | -     | 3       | 2       | 0       | 1       | 3       | 2       | 3            | 1            | 2            | 0            | 1            | 3            | 2      | 3      | 2      | 1      | 6      | 4      | +2  |
| Totale       | -     | 23      | 19      | 1       | 3       | 48      | 15      | 23           | 4            | 15           | 4            | 18           | 21           | 42     | 23     | 16     | 7      | 68     | 35     | +33 |

### Statistiche dei giocatori
| Giocatore      | Serie A  | Serie A | Serie A     | Serie A    | Coppa Italia | Coppa Italia | Coppa Italia | Coppa Italia | Coppa UEFA | Coppa UEFA | Coppa UEFA  | Coppa UEFA | Totale   | Totale | Totale      | Totale     |
| Giocatore      | Presenze | Reti    | Ammonizioni | Espulsioni | Presenze     | Reti         | Ammonizioni  | Espulsioni   | Presenze   | Reti       | Ammonizioni | Espulsioni | Presenze | Reti   | Ammonizioni | Espulsioni |
| -------------- | -------- | ------- | ----------- | ---------- | ------------ | ------------ | ------------ | ------------ | ---------- | ---------- | ----------- | ---------- | -------- | ------ | ----------- | ---------- |
| A. Albano      | 4        | 0       | ?           | ?          | 3            | 0            | ?            | ?            | 0          | 0          | ?           | ?          | 7        | 0      | ?           | ?          |
| G. Braglia     | 29       | 12      | ?           | ?          | 9            | 3            | ?            | ?            | 6          | 1          | ?           | ?          | 44       | 16     | ?           | ?          |
| G. Bruscolotti | 27       | 2       | ?           | ?          | 4            | 0            | ?            | ?            | 4          | 0          | ?           | ?          | 35       | 2      | ?           | ?          |
| T. Burgnich    | 30       | 0       | ?           | ?          | 10           | 1            | ?            | ?            | 6          | 0          | ?           | ?          | 46       | 1      | ?           | ?          |
| F. Canè        | 5        | 0       | ?           | ?          | 1            | 0            | ?            | ?            | 3          | 0          | ?           | ?          | 9        | 0      | ?           | ?          |
| P. Carmignani  | 28       | -21     | ?           | ?          | 6            | -3           | ?            | ?            | 6          | -4         | ?           | ?          | 40       | -28    | ?           | ?          |
| S. Clerici     | 29       | 14      | ?           | ?          | 1            | 1            | ?            | ?            | 5          | 1          | ?           | ?          | 35       | 16     | ?           | ?          |
| S. Esposito    | 29       | 2       | ?           | ?          | 9            | 1            | ?            | ?            | 5          | 0          | ?           | ?          | 43       | 3      | ?           | ?          |
| N. Favaro      | 2        | -1      | ?           | ?          | 3            | -1           | ?            | ?            | 0          | 0          | ?           | ?          | 5        | -2     | ?           | ?          |
| G. Ferradini   | 4        | 0       | ?           | ?          | 2            | 1            | ?            | ?            | 2          | 1          | ?           | ?          | 8        | 2      | ?           | ?          |
| P. Fiore       | 0        | 0       | ?           | ?          | 3            | -5           | ?            | ?            | 0          | 0          | ?           | ?          | 3        | -5     | ?           | ?          |
| A. Juliano     | 29       | 3       | ?           | ?          | 9            | 0            | ?            | ?            | 6          | 0          | ?           | ?          | 44       | 3      | ?           | ?          |
| S. Landini     | 8        | 0       | ?           | ?          | 2            | 0            | ?            | ?            | 3          | 0          | ?           | ?          | 13       | 0      | ?           | ?          |
| A. La Palma    | 27       | 2       | ?           | ?          | 10           | 0            | ?            | ?            | 5          | 0          | ?           | ?          | 42       | 2      | ?           | ?          |
| G. Massa       | 26       | 9       | ?           | ?          | 9            | 2            | ?            | ?            | 6          | 1          | ?           | ?          | 41       | 12     | ?           | ?          |
| A. Orlandini   | 28       | 1       | ?           | ?          | 10           | 2            | ?            | ?            | 6          | 1          | ?           | ?          | 44       | 4      | ?           | ?          |
| L. Pogliana    | 15       | 0       | ?           | ?          | 10           | 1            | ?            | ?            | 4          | 1          | ?           | ?          | 29       | 2      | ?           | ?          |
| L. Punziano    | 2        | 0       | ?           | ?          | 4            | 0            | ?            | ?            | 0          | 0          | ?           | ?          | 6        | 0      | ?           | ?          |
| B. Qualano     | 0        | 0       | ?           | ?          | 3            | 0            | ?            | ?            | 0          | 0          | ?           | ?          | 3        | 0      | ?           | ?          |
| R. Rampanti    | 23       | 2       | ?           | ?          | 10           | 0            | ?            | ?            | 4          | 0          | ?           | ?          | 37       | 2      | ?           | ?          |
| E. Vendrame    | 3        | 0       | ?           | ?          | 0            | 0            | ?            | ?            | 0          | 0          | ?           | ?          | 3        | 0      | ?           | ?          |

Fonte: calcio-seriea.net.